# Ectopopterys

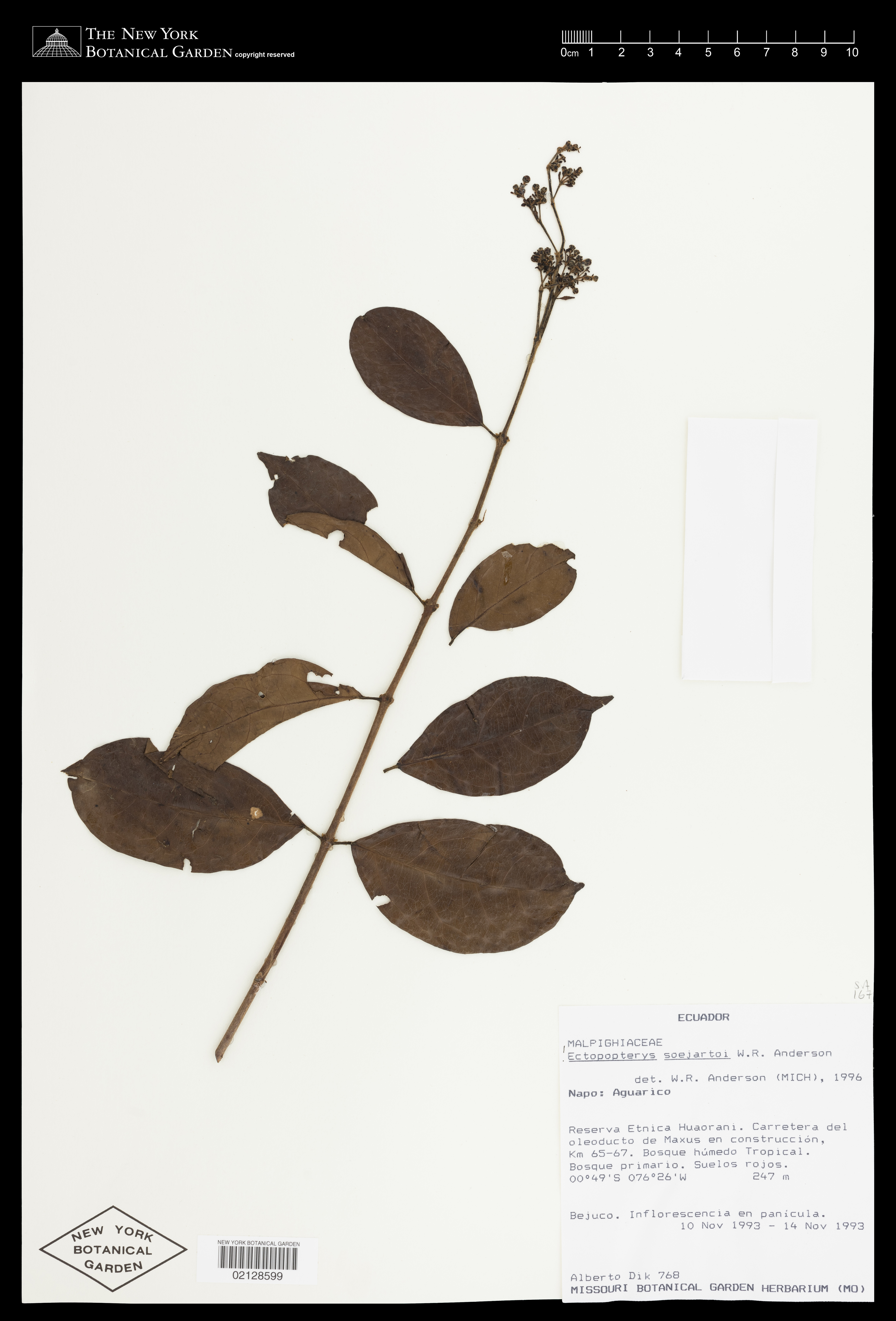

Ectopopterys é um gênero botânico monotípico de plantas com flor pertencente à família Malpighiaceae. Sua única espécie, Ectopopterys soejartoi W.R.Anderson, é originária da América do Sul, onde se distribui pelas florestas úmidas da Colômbia, Equador e Peru. O gênero foi descrito por William Russell Anderson e publicado em Contributions from the University of Michigan Herbarium  14: 11 no ano 1980.

## Descrição
São trepadeiras lenhosas com estípulas pequenas, triangulares. A inflorescência se produz em uma panícula terminal e lateral. As pétalas são amarelas. O fruto é seco, se separa em sâmaras. Número de cromossomas: 8 (Anderson, 1993)